# 중고나라
중고나라는 온라인 상으로 중고 물품을 거래하는 네이버의 온라인 커뮤니티이다. 2019년 6월을 기준으로 1,900만 명 이상의 회원을 보유하고 있는데, 이는 네이버 뿐만 아니라 모든 포털 카페 회원 수 1위이다.
물건을 팔고자 하는 사용자가 상품에 대한 글을 올리면 구매 희망자가 판매자와 직접 연락을 취하여 거래를 하는 방식으로 운영된다.

## 연혁
- 2003년 12월 10일: 네이버 카페에 중고나라 개설
- 2013년 12월 10일: 10주년
- 2023년 12월 10일: 20주년

## 애플리케이션
2015년 4월 플레이스토어, 앱스토어로 출시된 앱은 네이버 아이디로 이용이 가능하며, 카페상품 동시 등록 및 카페 상품 검색도 가능하다. 앱으로 상품을 등록하면 안전결제가 기본이다. (주)큐딜리온에서 출시하였다.

## 비판 및 사건사고

### 무분별 회원 추방
2014년 9월 5일, 중고나라의 한 회원이 마작을 팔자 '오로지'라는 닉네임을 가진 운영자가 독단적으로 도박 조장 품목이란 이유로 해당 회원을 카페에서 탈퇴시켜 논란이 되었다. 이를 비판하거나 나무란 회원들 역시 모두 탈퇴되었으며, 항의가 이어지자 해당 게시물에 댓글을 다는 회원들을 전부 "로마에 오면 로마 법을 따르라"라는 명목으로 탈퇴 시켰다. 또한, 탈퇴사유에 '정신병자', '또라이'와 같은 사유가 적혀있어 논란이 가중되었고, 결국 해당 운영자인 '오로지'는 사과글을 남겼으며, 누리꾼들은 합성 사진등을 만들어 중고나라를 풍자하였다.

### 판매 물품 논란
인기가 많은 제품을 비싼 가격에 되팔거나 미성년자 구매 불가 상품인 담배와 술등을 인증없이 판매하고 있다는 문제가 있다.